# Mugla, Smolean
Mugla (în bulgară Мугла) este un sat în comuna Smolean, regiunea Smolean,  Bulgaria. 

## Demografie
Componența etnică a satului Mugla
     Bulgari (77,91%)
     Turci (1,25%)
     Nicio identificare (20,83%)
     Altele (0%)
La recensământul din 2011, populația satului Mugla era de 240 locuitori. Din punct de vedere etnic, majoritatea locuitorilor (77,91%) erau bulgari, cu o minoritate de turci (1,25%). Pentru 20,83% din locuitori nu este cunoscută apartenența etnică.